# Světový pohár v biatlonu 2018/2019 – Soldier Hollow
8. podnik Světového poháru v biatlonu v sezóně 2018/19 se jel od 14. února do 17. února 2019 v americkém Soldier Hollow, části města Midway. Na programu podniku byly sprinty, stíhací závody, smíšená štafeta a smíšený závod dvojic.
Závodů se zúčastnilo ještě méně biatlonistů než v předcházejících závodech v kanadském Canmore, protože někteří odcestovali do Evropy, aby se připravovali na mistrovství Evropy v běloruském Minsku – z českých reprezentantů se tak rozhodla Lucie Charvátová. I proto startovali ve sprintech pouze tři čeští biatlonisté a tři biatlonistky. 

## Program závodů
Program podle oficiálních stránek.
| Datum     | Disciplína           | Začátek (SEČ) | Počet závodníků |
| --------- | -------------------- | ------------- | --------------- |
| 14. února | Sprint (ženy)        | 19:15         | 84              |
| 15. února | Sprint (muži)        | 19:15         | 86              |
| 16. února | Stíhací závod (ženy) | 18:05         | 54              |
| 16. února | Stíhací závod (muži) | 22:05         | 55              |
| 17. února | Smíšený závod dvojic | 18:10         | 22 dvojic       |
| 17. února | Smíšená štafeta      | 22:05         | 20 týmů         |

## Průběh závodů

### Sprinty
Oproti předcházejícím závodům v Kanadě se teploty při sprintech udržovaly několik stupňů nad nulou. Ve sprintu žen startovala jako první z velkých favoritek za Slovensko závodící Anastasia Kuzminová. Po čisté střelbě vleže a tradičně rychlém běhu jela v druhém kole s velkým náskokem, ale po chybě při položce vstoje se před ní začaly dostávat další závodnice, zejména Finka Kaisa Mäkäräinenová, která sice udělala také chybu při druhé střelbě, ale celkově běžela rychleji a do cíle přijela o čtvrt minuty před Kuzminovou. Díky čisté střelbě pak vyjížděla do posledního kola na průběžně prvním místě Norka Marte Olsbuová Røiselandová. Zpočátku sice na Finku ztrácela, ale v druhé polovině kola zrychlila a nakonec zvítězila o více něž deset vteřin. Z českých závodnic se nedařilo Markétě Davidové, která minula tři terče a přes rychlý běh skončila až na 32. místě. Lepší byla Eva Puskarčíková, která chybovala jen jednou a dojela o devět míst lépe. Překvapivě nejlépe skončila Veronika Vítková, která udělala také jednu chybu při střelbě vleže, a protože oproti minulým závodům běžela rychleji, obsadila 19. pozici.
Také během mužského závodu nemrzlo, vál však nárazový vítr, což se ukázalo na výsledcích střelby, kdy pouze pět mužů ze startovního pole 86 závodníků zvládlo odstřílet závod bez jediné chyby. Mezi nimi byl i celkový vítěz, Nor Vetle Sjåstad Christiansen, který si v tomto závodě připsal své první vítězství ve Světovém poháru v kariéře. Na druhém místě se o 1,3 vteřiny později umístil Francouz Simon Desthieux, který zachyboval jednou v leže. Pro své první umístění na stupních vítězů v kariéře si ze zadní části startovního pole dojel Němec Roman Rees s jednou chybou ve stoje, čímž odsunul bezchybně střílejícího krajana Erika Lessera na čtvrté místo o 0,6 vteřiny. Velkým překvapením byl výsledek vedoucího muže Světového poháru Johannese Thignese Bø, který se teprve potřetí v této sezóně umístil mimo medailové pozice. I přesto překvapil tím, že se čtyřmi chybami vstoje byl schopen dojet na pátém místě, s odstupem 41,5 vteřiny na vítěze. Tímto výsledkem získal malý křišťálový glóbus za sprint. Z českých závodníků se s jednou chybou nejlépe umístil Michal Šlesingr na 19. místě, čímž poprvé v této sezóně dosáhl na body. Druhým z Čechů byl o deset míst horší Michal Krčmář se dvěma chybami ve stoje. Tomáše Krupčíka trápilo astma: se čtyřmi chybami a pomalým během v závěru skončil až na 67. místě a jako jediný z české výpravy nepostoupil do stíhacího závodu.

### Stíhací závody
Z českých reprezentantek pokračovala ve velmi dobrých výkonech Veronika Vítková. Zastřílela všechny položky čistě a velmi rychle (dosáhla třetího nejlepšího střeleckého času) a díky solidnímu běžeckému času v první polovině závodu se posouvala až na sedmé místo. Ke konci jela pomaleji, přesto je devátá pozice v cíli po předcházejících špatných výkonech úspěchem. Bezchybně, i když pomaleji střílela i Markéta Davidová, která se rychlým během dokázala zlepšit o dvacet míst oproti pozici na startu a dojela na 12. místě. Eva Puskarčíková udělala na střelnici celkem dvě chyby a skončila na 22. místě. V závodě vedla od druhé střelby Němka Franziska Hildebrandová, která jedinou chybu na střelnici udělala až na poslední položce. Její krajanka Denise Herrmannová nezasáhla o jeden terč více, ale běžela ze všech nejrychleji. V posledním sjezdu před cílem předjela Hildebrandovou a po více než roce stanula na nejvyšším stupni v závodu světového poháru. Italka Lisa Vittozziová skončila sice šestá, ale protože její krajanka Dorothea Wiererová udělala na střelnici celkem osm chyb a dojela až dvacátá, dostala se před ní v celkovém hodnocení světového poháru.
V závodě mužů dokázal Johannes Thingnes Bø během prvních dvou kol rychlým během dojet vedoucí závodníky a na třetí střelbu přijížděl s náskokem jako první. Při ní však udělal dvě chyby a když při poslední střelecké položce přidal další tři, ztratil kontakt s čelem závodu a dojel do cíle jako čtvrtý. Na první dvě místa se dostali Vetle Sjåstad Christiansen a Quentin Fillon Maillet. Oba v náročných větrných podmínkách zvládli třetí i čtvrtou střelbu čistě, ale poslední kolo jel Maillet rychleji, zejména ve stoupání se Christiansenovi vzdaloval a s náskokem zvítězil. Jediný český závodník Michal Krčmář udělal celkem osm chyb a dojel na 35. místě. Michal Šlesingr do závodu nenastoupil, protože jej trenéři šetřili pro nedělní štafety.

### Štafety
Ve smíšeném závodu dvojic, který se poprvé jel v obráceném pořadí (nejdříve muži, pak ženy), se českým reprezentantům dařilo ještě méně než při prvním závodu v Pokljuce na začátku sezony. Tomáš Krupčík udělal při první střelbě čtyři chyby a musel na trestné kolo. Vstoje pak chyboval třikrát a stejně tak i Veronika Vítková vleže na druhém úseku. Česká štafeta se dvakrát ocitla na poslední pozici, odkud ji ani zlepšená střelba na dalších položkách neposunula výrazně dopředu – nakonec dokončila závod na 17. místě. Zvítězila italská štafeta, která se udržovala mezi prvními. Rozhodující náskok na druhou rakouskou štafetu získala Dorothea Wiererová rychlým během a rychlou střelbou na posledním úseku.
Smíšenou štafetu, která se jela také v obráceném pořadí, tj. nejdříve muži, pak ženy, rozjel velmi dobře Michal Šlesingr. Střílel čistě a v běhu udržoval kromě posledního kola kontakt s nejlepšími. Michal Krčmář pak nezasáhl jen jeden terč a předával na čtvrtém místě. Markéta Davidová dobíjela dvakrát, ale střílela pomalu, takže ani rychlý běh jí nepomohl dojet Švýcarku Elisu Gasparinovou. Předávala na páté pozici Evě Puskarčíkové, která však udělala na střelnici pět chyb a klesla v cíli na šesté místo. 
V závodě zvítězila Francie, která dojela před druhým Německem především díky menšímu počtu chyb na střelnici. Favorizované Norsko muselo na dvě trestná kola a skončilo třetí.

## Umístění na stupních vítězů

### Muži
| Disciplína              | 1. místo               | Výkon   | 2. místo           | Výkon   | 3. místo        | Výkon   |
| Sprint (10 km)          | Vetle Christiansen     | 23:29,7 | Simon Desthieux    | 23:31,0 | Roman Rees      | 23:52,1 |
| Stíhací závod (12,5 km) | Quentin Fillon Maillet | 30:55,8 | Vetle Christiansen | 31:21,7 | Simon Desthieux | 31:43,1 |

### Ženy
| Disciplína            | 1. místo           | Výkon   | 2. místo                | Výkon   | 3. místo                | Výkon   |
| Sprint (7,5 km)       | Marte Olsbuová     | 19:47,6 | Kaisa Mäkäräinenová     | 19:59,1 | Franziska Hildebrandová | 20:09,0 |
| Stíhací závod (10 km) | Denise Herrmannová | 28:03,4 | Franziska Hildebrandová | 28:07,6 | Kaisa Mäkäräinenová     | 28:19,9 |

### Smíšené štafety
| Disciplína                        | 1. místo                                                                            | Výkon     | 2. místo                                                                  | Výkon     | 3. místo                                                                                            | Výkon     |
| Smíšený závod dvojic (6 + 7,5 km) | Itálie Dorothea Wiererová Lukas Hofer                                               | 35:27,9   | Rakousko Simon Eder Lisa Hauserová                                        | 35:50,8   | Francie Antonin Guigonnat Julia Simonová                                                            | 36:18,1   |
| Smíšená štafeta (2×6 + 2×7,5 km)  | Francie Quentin Fillon Maillet Simon Desthieux Celia Aymonierová Anaïs Chevalierová | 1:03:51,4 | Německo Erik Lesser Benedikt Doll Franziska Hildebrandová Vanessa Hinzová | 1:04:04,9 | Norsko Vetle Sjåstad Christiansen Johannes Thingnes Bø Tiril Eckhoffová Marte Olsbuová Røiselandová | 1:04:53,6 |

## Pořadí zemí
| Pořadí | Země     | 1. místo | 2. místo | 3. místo | Celkově |
| ------ | -------- | -------- | -------- | -------- | ------- |
| 1.     | Francie  | 2        | 1        | 2        | 5       |
| 2.     | Norsko   | 2        | 1        | 1        | 4       |
| 3.     | Německo  | 1        | 2        | 2        | 5       |
| 4.     | Itálie   | 1        | 0        | 0        | 1       |
| 5.     | Finsko   | 0        | 1        | 1        | 2       |
| 6.     | Rakousko | 0        | 1        | 0        | 1       |
|        | Celkem   | 6        | 6        | 6        | 18      |